# Epidurale bloedpatch
Een epidurale bloedpatch is een techniek om het lekken van hersenvocht (Liquor) te stoppen Bij een perforatie van de dura door een lumbale punctie, een spinaalnaald of na een onbedoelde perforatie na een poging tot epiduraal, blijft er soms liquor lekken. Er wordt een kleine hoeveelheid autoloog bloed (van de patiënt zelf) geïnjecteerd in de vliezen rondom het hersenvocht dat langs het ruggenmerg stroomt. Meestal wordt een epidurale bloedpatch verricht om postpunctionele hoofdpijn, veroorzaakt door het liquorhypotensiesyndroom, te stoppen. 
Voor een epidurale bloedpatch wordt eigen bloed gebruikt zonder toevoegingen. Er wordt circa 20 ml (0,3 ml/kg) bloed steriel afgenomen uit bijvoorbeeld de arm. Dit bloed wordt vervolgens langzaam via een naald in de epidurale ruimte gespoten. De naald wordt daarbij op hetzelfde niveau geplaatst als waar de oorspronkelijke insteekopening was. Doordat het bloed stolt rondom het gaatje treedt geen verder hersenvochtverlies meer op. Soms moet de procedure meerdere keren worden herhaald. Vaak treedt er gelijk verbetering op. ("beterworden aan de naald")  Aangezien het 20 ml ingespoten bloed enige ruimte inneemt en druk geeft op de hersenvliezen, kan er rugpijn of stijfheid van de rug ontstaan, die enkele dagen tot weken kan aanhouden. 
Een epidurale bloedpatch wordt geplaatst door een anesthesioloog of een (neuro)radioloog, eventueel met behulp van doorlichting (fluoroscopie).